# Баута
Ба́ута (исп. Bauta) — муниципалитет и город в провинции Артемиса на западе Кубы.

## Географическое положение
Река Баракоа пересекает муниципалитет, при её впадении в Мексиканский залив разбит пляж Баракоа.

## История
Город основан в 1879 году.
В 1965 году численность населения составляла свыше 16,8 тыс. жителей, город являлся одним из центров текстильной промышленности страны, здесь действовала крупная текстильная фабрика "Textilera Ariguanabo".
Баута — место расположения советского локатора, построенного для отслеживания территории США. Эта база более известна под названием базы на Лурдесе. В 2000 году она была закрыта.
Баута — центр местной торговли. Развито сельское хозяйство, здесь выращивают сахарный тростник, ананасы, табак, а также разнообразные корнеплоды и цитрусовые. Баута — место проживания многих представителей кубинской творческой интеллигенции.

## Демография
Численность населения муниципалитета — 45 509 человек (по состоянию на 2004 год). С 1943 года население возросло более чем в четыре раза.
| 1846 | 1919  | 1931  | 1943  |
| ---- | ----- | ----- | ----- |
| 442  | 3 601 | 3 791 | 7 291 |

## Административно-территориальное деление
Муниципалитет Баута поделён на районы: Анафе, Баракоа, Баута, Кангрехерас, Феликс Э. Альписар (Корралильо), Хенераль Антонио Масео (Сан-Педро), Гуатао и Пунта-Брава.